# Hans Rühle
Hans Rühle (* 31. Dezember 1937 in Stuttgart) ist ein deutscher Jurist und Ökonom. Von 1978 bis 1982 war er Leiter des Sozialwissenschaftlichen Instituts der Konrad-Adenauer-Stiftung und von 1982 bis 1988 des Planungsstabs des Bundesministers der Verteidigung. Danach koordinierte er den Aufbau der Bundesakademie für Sicherheitspolitik und leitete eine Dienststelle der NATO.

## Leben
Rühle wurde 1937 in Stuttgart-Bad Cannstatt als Sohn eines Kontrolleurs und dessen Frau geboren. 1958 legte er die Reifeprüfung am Wirtemberg-Gymnasium Stuttgart-Untertürkheim ab. Danach leistete er Wehrdienst beim Fallschirmjägerbataillon 261 der Bundeswehr in Ellwangen ab. 1959 schied er als Leutnant der Reserve aus. Zuletzt erreichte er den Dienstgrad eines Obersts der Reserve.
Ab 1959/60 studierte er Geschichte, Politische Wissenschaft und Sport an der Eberhard Karls Universität Tübingen. 1963 nahm er außerdem ein Studium der Rechtswissenschaften auf. 1964 wechselte er an die Albert-Ludwigs-Universität in Freiburg im Breisgau. 1966 folgte die erste juristische Staatsprüfung und 1967 das Referendariat im Oberlandesgerichtsbezirk Stuttgart. Während des juristischen Vorbereitungsdienstes begann er ein volkswirtschaftliches Studium, das er 1970 als Diplom-Volkswirt an der Universität Regensburg abschloss. Bereits 1968 wurde er beim Staatsrechtler Friedrich August Freiherr von der Heydte, seinerzeit Landtagsabgeordneter der CSU, an der Hohen Rechts- und Staatswissenschaftlichen Fakultät der Bayerischen Julius-Maximilians-Universität Würzburg mit der Dissertation Die Landtagswahl 1964 in Baden-Württemberg zum Dr. jur. promoviert.
Von 1971 bis 1974 war er unter den Juristen Manfred Wörner (CDU) und Friedrich Zimmermann (CSU) stellvertretender Leiter des neugegründeten Instituts für Sicherheit und internationale Fragen in Bonn, das durch die CSU-nahe Hanns-Seidel-Stiftung und die CDU-nahe Konrad-Adenauer-Stiftung (KAS) getragen wurde. Das später in München ansässige Institut beschäftigte sich mit Außen- und Sicherheitspolitik sowie Innerer Sicherheit. 1974 wurde er Leiter des Forschungsbereichs Außen- und Sicherheitspolitik am sozialwissenschaftlichen Institut der Konrad-Adenauer-Stiftung in Sankt Augustin bei Bonn. Von 1978 bis 1982 war er Leiter selbigen Instituts. Rühle gab gemeinsam mit seinem Stellvertreter Hans-Joachim Veen, der sein Nachfolger wurde, im Auftrag der KAS die Reihe Studien zur Politik (Verlag Bonn aktuell) heraus. Als Institutsleiter agierte Rühle als Berater Manfred Wörners, Vorsitzender des Verteidigungsausschusses des Deutschen Bundestages, in sicherheitspolitischen Fragen.
Mit dem Machtwechsel in Bonn hin zur schwarz-gelben Koalition im Oktober 1982 löste er Ministerialdirektor Walther Stützle als Leiter des Planungsstabs des Bundesministers der Verteidigung in Bonn ab; Wörner wurde Verteidigungsminister. In der Kießling-Affäre 1984 warnte er vor unzureichenden Erkenntnissen des Militärischen Abschirmdienstes (MAD). In der Zeit der US-Präsidentschaft von Ronald Reagan avancierte er zu einer wichtigen Stütze in den deutsch-amerikanischen Beziehungen. Während er Anfang der 1980er Jahre einer Raketenabwehr für die USA bzw. Westeuropa noch skeptisch gegenüber stand, da er nicht vom Schutz gegen sowjetische Interkontinentalraketen überzeugt war, hielt er sie ab Mitte der 1980er Jahre für legitim, angesichts des sowjetischen Vorteils in diesem Bereich. 1985 argumentierte er im Spiegel gegen den Physiker Hans-Peter Dürr (Max-Planck-Institut für Physik und Astrophysik), der ein Kritiker der SDI-Initiative war. Rühle gehörte im BMVg der Leitungsebene an und hatte Anteil an Entscheidungsprozessen der Rüstungskontrolle, Sicherheitspolitik und Streitkräfteplanung. Dennoch wird er nicht dem engsten Gesprächskreis um den Kohl-Vertrauten Horst Teltschik, seinerzeit stellvertretender Chef des Bundeskanzleramtes, zugerechnet. Im Frühjahr 1987 verhinderte Bundeskanzler Helmut Kohl letztlich zugunsten Ludwig-Holger Pfahls, dass Rühle als Nachfolger von Günter Ermisch zum Staatssekretär im Bundesministerium der Verteidigung (BMVg) ernannt werden konnte. Kohl war wohl mit Analysen über seine Person vor seiner Kanzlerschaft unzufrieden; Rühle galt als „unabhängiger Kopf“. Der Wörner-Vertraute verließ 1987 die CDU. Rühle wurde durch Wörners Nachfolger Rupert Scholz (CDU) nicht als Leiter des Planungsstabes übernommen, jedoch noch mehrere Monate im BMVg weiter beschäftigt. Von Oktober 1988 bis Oktober 1989 war er Koordinator der sich im Aufbau befindlichen „Bundessicherheitsakademie“, die 1992 unter Admiral a. D. Dieter Wellershoff ihre Arbeit aufnahm. Von Oktober 1989 bis zur Frühpensionierung im Dezember 1995 durch Verteidigungsminister Volker Rühe (CDU) war er in München als Nachfolger von Generalmajor Hartmut Gülzow Generalmanager der NATO Multi-Role Combat Aircraft Development and Production Management Agency (NAMMA), der NATO-Leitstelle für die Entwicklung und Produktion des deutsch-britisch-italienischen Mehrzweckkampfflugzeuges Tornado. Diese wurde mit der für den Eurofighter zuständigen Organisation zur NATO-Managementagentur NETMA vereinigt.
Rühle publiziert u. a. zu sicherheitspolitischen Themen. Beobachtern gilt er als „einer der führenden Experten auf dem Gebiet internationaler nuklearer Sicherheitsrisiken“. Beiträge erschienen u. a. in der Fachzeitschrift Internationale Politik und in Aus Politik und Zeitgeschichte (APuZ)  sowie in Tages- und Wochenzeitungen wie der Zeit, der Neuen Zürcher Zeitung, der Frankfurter Allgemeinen Zeitung, der Welt, der Süddeutschen Zeitung und dem Spiegel. Außerdem schreibt er beim World Security Network.
Rühle ist seit 1959 verheiratet und Vater des Politologen Michael Rühle (* 1959), der bei der NATO beschäftigt ist.

## Auszeichnungen
- Bundesverdienstkreuz am Bande (1984)[21] und I. Klasse (1990)[22]
- Secretary of Defense Medal for Outstanding Public Service des Verteidigungsministers der Vereinigten Staaten (1987)
- Kommandeurskreuz des französischen Nationalverdienstordens

## Schriften (Auswahl)
- hrsg. mit Hans-Joachim Veen: Sozialistische und kommunistische Parteien in Westeuropa. Veröffentlichung des Sozialwissenschaftlichen Forschungsinstituts der Konrad-Adenauer-Stiftung. Band 2: Nordländer (= Uni-Taschenbücher. Band 762). Leske + Budrich (UTB), Opladen 1979, ISBN 3-8100-0241-0.
- hrsg. mit Meinhard Miegel: Energiepolitik in der Marktwirtschaft. Ergebnis einer Fachtagung des Sozialwissenschaftlichen Forschungsinstituts der Konrad-Adenauer-Stiftung und des Instituts für Wirtschafts- und Gesellschaftspolitik am 29., 30. Mai 1979 in Bonn-Bad Godesberg (= Studien zur Politik. Band 3). Verlag Bonn Aktuell, Stuttgart 1980, ISBN 3-87959-124-5.
- hrsg. mit Wolfram F. Hanrieder: Im Spannungsfeld der Weltpolitik. 30 Jahre deutsche Aussenpolitik (1949–1979) (= Studien zur Politik. Band 6). Verlag Bonn Aktuell, Stuttgart 1981, ISBN 3-87959-121-0.
- hrsg. mit Hans-Joachim Veen: Der Neo-Konservativismus in den Vereinigten Staaten und seine Auswirkungen auf die atlantische Allianz (= Forschungsbericht der Konrad-Adenauer-Stiftung. 16). Im Auftrag der Konrad-Adenauer-Stiftung, Knoth, Melle 1982, ISBN 3-88368-044-3.
- hrsg. mit Hans-Joachim Veen: Gewerkschaften in den Demokratien Westeuropas. 2 Bände, Schöningh, Paderborn u. a. 1983.

- Band 1: Frankreich, Italien, Spanien, Portugal, Griechenland (= Studien zur Politik. Band 7). ISBN 3-506-79307-1.
- Band 2: Grossbritannien, Niederlande, Österreich, Schweden, Dänemark (= Studien zur Politik. Band 8). ISBN 3-506-79308-X.

- Angriff auf die Volksseele. Über Pazifismus zum Weltfrieden? (= Texte + Thesen. 175). Fromm, Osnabrück 1984, ISBN 3-7201-5175-1.
- mit Michael Rühle: SDI. Chance, Wunschtraum, Gefahr? Report Verlag, Frankfurt am Main u. a. 1990, ISBN 3-524-89007-5.